# 印第安學校／中央大道站
印第安學校/中央大道站（英語：Indian School/Central Avenue station），是一個位於美國亞利桑那州鳳凰城鳳凰城輕鐵的車站。

## 鄰近地標
- 史提爾印第安人學院公園 (Steele Indian School Park)
- 鳳凰城法學院 (Phoenix School of Law)
- 卡爾·T·希頓退伍軍人事務局醫療中心 (Carl T. Hayden VA Medical Center)
- 鳳凰城真心醫院 (Kindred Hospital Phoenix)

## 接駁交通

### 巴士
- 0號
- 41號
- 512號 (特快)
- 570號 (特快)
- 582號 (特快)
- 590號 (特快)

## 外部連結
- 輕鐵／鳳凰城市路線圖 （英文）